# Amp Futbol Ekstraklasa 2019
Amp Futbol Ekstraklasa 2019 – 5. edycja mistrzostw Polski w amp futbolu. Organizatorem rozgrywek było stowarzyszenie Amp Futbol Polska, a brały w nich udział drużyny czterech (pierwotnie pięciu) piłkarskich klubów ampfutbolowych.
Do rozgrywek przystąpiły drużyny: GKS Góra, Husaria Kraków, Kuloodporni Bielsko-Biała, Legia Warszawa oraz Miedziowi Polkowice. Drużyna GKS-u Góra wycofała się z rozgrywek po drugim turnieju sezonu w związku z czym wyniki graczy z Góry zostały anulowane (nierozegranie 50% meczów w sezonie).
Podobnie jak w poprzednich edycjach sezon składał się z turniejów organizowanych przez każdy klub Ekstraklasy. Podczas turnieju obowiązywał system "każdy z każdym bez rewanżów" - dało to liczbę ogólna 30 meczów w sezonie, 15 meczów dla każdego z klubu, po 3 na każdy turniej (oraz 7 spotkań z udziałem GKS Góra, których wyniki anulowano).
Beniaminkami były Legia Warszawa oraz Miedziowi Polkowice (obie drużyny debiutują w Ekstraklasie). Tytułu mistrzowskiego nie obroni Gloria Varsovia, której miejsce w Ekstraklasie zajęła właśnie Legia Warszawa. Pierwszego gola rozgrywek strzelił w meczu Husaria Kraków – Kuloodporni Bielsko-Biała zawodnik gości Dawid Dobkowski.
Mistrzem, po raz pierwszy w historii, została drużyna Kuloodporni Bielsko-Biała.

## Zasady i regulacje
Większość najważniejszych przepisów i regulacji została bez zmian, kilka kwestii na ten sezon zostało doprecyzowanych:
- Czas gry 2x25 minut;
- Po otrzymaniu 4 żółtej kartki - 1 mecz pauzy;
- Bramkarze mają obowiązek wiązania kikuta do tułowia.

## Drużyny
| Drużyna                   | Miasto        | Liczba sezonów w Ekstraklasie | Miejsce w poprzednim sezonie |
| ------------------------- | ------------- | ----------------------------- | ---------------------------- |
| Kuloodporni Bielsko-Biała | Bielsko-Biała | 3                             | 2                            |
| Husaria Kraków            | Kraków        | 4                             | 3                            |
| GKS Góra                  | Góra          | 4                             | 4                            |
| Legia Warszawa            | Warszawa      | debiutant                     | -                            |
| Miedziowi Polkowice       | Polkowice     | debiutant                     | -                            |

## Kadry zespołów

### Kuloodporni Bielsko-Biała
| Nr | Poz. | Piłkarz              |
| -- | ---- | -------------------- |
| 1  | BR   | Kamil Nowak          |
| 2  | OB   | Rafał Bieńkowski     |
| 3  | OB   | Piotr Mizera         |
| 4  | OB   | Wiesław Wolsza       |
| 5  | PO   | Krzysztof Wrona      |
| 10 | PO   | Bartosz Łastowski    |
| 13 | PO   | Paweł Skorka         |
| 14 | OB   | Sebastian Ziółkowski |
| 15 | OB   | Mateusz Kaźmierczak  |
| 16 | BR   | Jan Makosz           |
| 17 | BR   | Łukasz Miśkiewicz    |
| 18 | OB   | Adam Klyszcz         |
| 20 | BR   | Jarosław Poradzisz   |
| 21 | NA   | Dawid Dobkowski      |
| 22 | PO   | Maciej Pożycki       |
| 23 | NA   | Łukasz Szczyrba      |
| 30 | NA   | Tomasz Miś           |
|    | BR   | Krzysztof Jasiński   |

### Legia Warszawa
| Nr | Poz. | Piłkarz           |
| -- | ---- | ----------------- |
|    | BR   | Jakub Popławski   |
|    | BR   | Piotr Kleśniak    |
|    | BR   | Piotr Karczewski  |
|    | OB   | Piotr Wykrota     |
|    | OB   | Adrian Stanecki   |
|    | OB   | Marcin Kusiński   |
|    | OB   | Karol Zdzieborski |
|    | OB   | Bambgopa Abayomi  |
|    | PO   | Mateusz Kabała    |
|    | PO   | Kamil Krzyjszczyk |
|    | PO   | Maks Moroz        |
|    | NA   | Jakub Kożuch      |
|    | NA   | Mateusz Żebrowski |

### Miedziowi Polkowice
1. Przemysław Nadobny
2. Hubert Mularczyk

## Turnieje
Zasady ustalania kolejności:

1. liczba zdobytych punktów w całym cyklu rozgrywek; 

2. liczba punktów zdobyta w meczach bezpośrednich; 

3. różnica bramek w meczach bezpośrednich; 

4. różnica bramek w całym cyklu rozgrywek; 

5. liczba zdobytych bramek w całym cyklu rozgrywek; 

### Góra (Płońsk, 27-28.04)
Tabela
| Lp. | Zespół                    | M                                                 | Pkt                                               | Z                                                 | R                                                 | P                                                 | G+                                                | G-                                                | +/-                                               |
| --- | ------------------------- | ------------------------------------------------- | ------------------------------------------------- | ------------------------------------------------- | ------------------------------------------------- | ------------------------------------------------- | ------------------------------------------------- | ------------------------------------------------- | ------------------------------------------------- |
| 1.  | Kuloodporni Bielsko-Biała | 3                                                 | 9                                                 | 3                                                 | 0                                                 | 0                                                 | 13                                                | 0                                                 | +13                                               |
| 2.  | Husaria Kraków            | 3                                                 | 4                                                 | 1                                                 | 1                                                 | 1                                                 | 8                                                 | 2                                                 | +6                                                |
| 3.  | Legia Warszawa            | 3                                                 | 4                                                 | 1                                                 | 1                                                 | 1                                                 | 6                                                 | 4                                                 | +2                                                |
| 4.  | Miedziowi Polkowice       | 3                                                 | 0                                                 | 0                                                 | 0                                                 | 3                                                 | 0                                                 | 21                                                | -21                                               |
|     | GKS Góra                  | wyniki anulowane (zespół wycofał się z rozgrywek) | wyniki anulowane (zespół wycofał się z rozgrywek) | wyniki anulowane (zespół wycofał się z rozgrywek) | wyniki anulowane (zespół wycofał się z rozgrywek) | wyniki anulowane (zespół wycofał się z rozgrywek) | wyniki anulowane (zespół wycofał się z rozgrywek) | wyniki anulowane (zespół wycofał się z rozgrywek) | wyniki anulowane (zespół wycofał się z rozgrywek) |

    = zwycięzca turnieju 
Mecze
| 27 kwietnia 2019 11:30 | GKS Góra · S. Ziółkowski (R. Bieńkowski) 12' · S. Ziółkowski 16' | 1:4(1:2) | Legia Warszawa · 3' M. Kusiński · 20+2' M. Kabała · 23' M. Kabała · 25' J. Kożuch (M. Kabała) | Stadion Miejski, ul. Mikołaja Kopernika 3, Płońsk |
|                        |                                                                  |          |                                                                                               |                                                   |

| 27 kwietnia 2019 12:45 | Husaria Kraków · M. Ślusarczyk 31', 38' | 0:2(0:0) | Kuloodporni Bielsko-Biała · 21' D. Dobkowski · 33' T. Miś (K. Wrona) | Stadion Miejski, ul. Mikołaja Kopernika 3, Płońsk |
|                        |                                         |          |                                                                      |                                                   |

| 27 kwietnia 2019 14:00 | Miedziowi Polkowice | 0:6(0:4) | Legia Warszawa · 1' J. Kożuch (K. Krzyjszczyk) · 5' A. Stanecki (M. Kabała) · 14' J. Kożuch · 15' J. Kożuch · 23' M. Żebrowski (M. Kabała) · 38' M. Kabała (J. Kożuch) | Stadion Miejski, ul. Mikołaja Kopernika 3, Płońsk |
|                        |                     |          | |                                                   |

| 27 kwietnia 2019 15:30 | GKS Góra · C. Pokorski (M. Sadłowski) 31' · R. Bieńkowski (S. Ziółkowski) 32' | 2:5(0:3) | Husaria Kraków · 3' K. Kapłon (K. Grygiel) · 7' M. Guszkiewicz (K. Grygiel) · 10' M. Adamczyk · 26' M. Łubiarz (T. Pytlowski) · 39' K. Rosiek (M. Adamczyk) · 38' K. Kapłon | Stadion Miejski, ul. Mikołaja Kopernika 3, Płońsk |
|                        |                                                                               |          | |                                                   |

| 27 kwietnia 2019 16:45 | Miedziowi Polkowice | 0:7(0:5) | Kuloodporoni Bielsko-Biała · 2' B. Łastowski (D. Dobkowski) · 10' K. Wrona (B. Łastowski) · 11' B. Łastowski · 16' B. Łastowski (P. Skorka) · 18' K. Wrona (B. Łastowski) · 23' Ł. Szczyrba (K. Wrona) · 40+3' K. Wrona | Stadion Miejski, ul. Mikołaja Kopernika 3, Płońsk |
|                        |                     |          | |                                                   |

| 28 kwietnia 2019 08:00 | Husaria Kraków · P. Świercz 39' | 0:0 | Legia Warszawa | Stadion Miejski, ul. Mikołaja Kopernika 3, Płońsk |
|                        |                                 |     |                |                                                   |

| 28 kwietnia 2019 09:15 | GKS Góra · M. Sadłowski (S. Ziółkowski) 11' · Dawid Nowak 13' (sam.) · R. Bieńkowski 15' · S. Ziółkowski 26' · M. Sadłowski (R. Bieńkowski) 34' · R. Bieńkowski 38' | 6:0(3:0) | Miedziowi Polkowice | Stadion Miejski, ul. Mikołaja Kopernika 3, Płońsk |
|                        | |          |                     |                                                   |

| 28 kwietnia 2019 10:45 | Legia Warszawa · J. Popławski 22' | 0:4(0:1) | Kuloodporni Bielsko-Biała · 20+3' B. Łastowski (T. Miś) · 30' D. Dobkowski (K. Nowak) · 39' B. Łastowski · 40' B. Łastowski | Stadion Miejski, ul. Mikołaja Kopernika 3, Płońsk |
|                        |                                   |          | |                                                   |

| 28 kwietnia 2019 12:00 | Miedziowi Polkowice | 0:8(0:5) | Husaria Kraków · 1' K. Rosiek (M. Guszkiewicz) · 2' K. Kapłon (K. Grygiel) · 7' K. Grygiel · 16' K. Kapłon (M. Adamczyk) · 17' K. Grygiel (K. Rosiek) · 33' M. Łubiarz · 38' K. Kapłon · 39' K. Grygiel (K. Kapłon) | Stadion Miejski, ul. Mikołaja Kopernika 3, Płońsk |
|                        |                     |          | |                                                   |

| 28 kwietnia 2019 13:30 | GKS Góra | 0:5(0:1) | Kuloodporni Bielsko-Biała · 10' T. Miś (B. Łastowski) · 24' T. Miś (D. Dobkowski) · 28' (sam.) C. Pokorski · 32' T. Miś (B. Łastowski) · 36' T. Miś (B. Łastowski) | Stadion Miejski, ul. Mikołaja Kopernika 3, Płońsk |
|                        |          |          | |                                                   |

Nagrody indywidualne
| Król strzelców                                | Bramki | Najlepszy zawodnik                            | Najlepszy bramkarz                     |
| --------------------------------------------- | ------ | --------------------------------------------- | -------------------------------------- |
| Bartosz Łastowski (Kuloodporni Bielsko-Biała) | 6      | Bartosz Łastowski (Kuloodporni Bielsko-Biała) | Hubert Mularczyk (Miedziowi Polkowice) |

### Kraków (Ostrowsko, Białka Tatrzańska, 15-16.06)
Tabela
| Lp. | Zespół                    | M                                                 | Pkt                                               | Z                                                 | R                                                 | P                                                 | G+                                                | G-                                                | +/-                                               |
| --- | ------------------------- | ------------------------------------------------- | ------------------------------------------------- | ------------------------------------------------- | ------------------------------------------------- | ------------------------------------------------- | ------------------------------------------------- | ------------------------------------------------- | ------------------------------------------------- |
| 1.  | Husaria Kraków            | 3                                                 | 7                                                 | 2                                                 | 1                                                 | 0                                                 | 7                                                 | 1                                                 | +6                                                |
| 2.  | Kuloodporni Bielsko-Biała | 3                                                 | 6                                                 | 2                                                 | 0                                                 | 1                                                 | 9                                                 | 3                                                 | +6                                                |
| 3.  | Legia Warszawa            | 3                                                 | 4                                                 | 1                                                 | 1                                                 | 1                                                 | 5                                                 | 2                                                 | +3                                                |
| 4.  | Miedziowi Polkowice       | 3                                                 | 0                                                 | 0                                                 | 0                                                 | 3                                                 | 0                                                 | 15                                                | -15                                               |
|     | GKS Góra                  | wyniki anulowane (zespół wycofał się z rozgrywek) | wyniki anulowane (zespół wycofał się z rozgrywek) | wyniki anulowane (zespół wycofał się z rozgrywek) | wyniki anulowane (zespół wycofał się z rozgrywek) | wyniki anulowane (zespół wycofał się z rozgrywek) | wyniki anulowane (zespół wycofał się z rozgrywek) | wyniki anulowane (zespół wycofał się z rozgrywek) | wyniki anulowane (zespół wycofał się z rozgrywek) |

Złe warunki atmosferyczne uniemożliwiły przeprowadzenie turnieju do końca.
Mecze
| 15 czerwca 2019 11:30 | Husaria Kraków · K. Rosiek (P. Świercz) 10' · K. Kapłon (M. Ślusarczyk) 12' · P. Świercz 35' | 3:0(2:0) | Miedziowi Polkowice | Ostrowsko |
|                       |                                                                                              |          |                     |           |

| 15 czerwca 2019 12:45 | Legia Warszawa · J. Kożuch 21' | 1:0(0:0) | GKS Góra | Ostrowsko |
|                       |                                |          |          |           |

| 15 czerwca 2019 14:00 | Kuloodporni Bielsko-Biała · P. Skorka (B. Łastowski) 8' · B. Łastowski (T. Miś) 17' · B. Łastowski (K. Wrona) 18' · T. Miś (B. Łastowski) 20+1' · T. Miś 23' · B. Łastowski 23' · T. Miś 28' · P. Skorka 36' | 8:0(4:0) | Miedziowi Polkowice | Ostrowsko |
|                       | |          |                     |           |

| 15 czerwca 2019 15:30 | Husaria Kraków · K. Kapłon (M. Adamczyk) 2' | 1:1(1:1) | Legia Warszawa · 4' J. Kożuch (J. Popławski) · 37' J. Kożuch | Ostrowsko |
|                       |                                             |          |                                                              |           |

| 15 czerwca 2019 16:45 | Kuloodporni Bielsko-Biała · T. Miś (K. Wrona) 13' · B. Łastowski (T. Miś) 19' · B. Łastowski (T. Miś) 27' · B. Łastowski (K. Wrona) 36' | 4:0(2:0) | GKS Góra · 14' A. Stolikowski | Ostrowsko |
|                       | |          |                               |           |

| 16 czerwca 2019 08:00 | Legia Warszawa · M. Kabała (K. Krzyjszczyk) 13' · J. Kożuch 20' · J. Kożuch 22' · J. Kożuch (M. Kabała) 30' | 4:0(2:0) | Miedziowi Polkowice | Białka Tatrzańska |
|                       | |          |                     |                   |

| 16 czerwca 2019 09:15 | Husaria Kraków · M. Guszkiewicz 1' · M. Adamczyk (M. Guszkiewicz) 4' · M. Adamczyk (M. Ślusarczyk) 40+1' · M. Ślusarczyk 32' | 3:0(2:0) | Kuloodporni Bielsko-Biała · 40+1' P. Mizera | Białka Tatrzańska |
|                       | |          |                                             |                   |

| 16 czerwca 2019 10:45 | Miedziowi Polkowice | 0:3(0:1) | GKS Góra · 11' R. Bieńkowski 11′ · 27' M. Sadłowski 27 · 39' S. Ziółkowski · 38' R. Bieńkowski | Białka Tatrzańska |
|                       |                     |          |                                                                                                |                   |

| 16 czerwca 2019 12:00 | Kuloodporni Bielsko-Biała · B. Łastowski 35' | 1:0(1:0) | Legia Warszawa · 17' B. Abayomi | Białka Tatrzańska |
|                       |                                              |          |                                 |                   |

| 16 czerwca 2019 12:30 | Husaria Kraków | [ c ] | GKS Góra | Białka Tatrzańska |
|                       |                |       |          |                   |

Nagrody indywidualne
| Król strzelców                                | Najlepszy zawodnik               | Najlepszy bramkarz            |
| --------------------------------------------- | -------------------------------- | ----------------------------- |
| Bartosz Łastowski (Kuloodporni Bielsko-Biała) | Krystian Kapłon (Husaria Kraków) | Igor Woźniak (Husaria Kraków) |

### Polkowice (24-25.08)
Tabela
| Lp. | Zespół                    | M                              | Pkt                            | Z                              | R                              | P                              | G+                             | G-                             | +/-                            |
| --- | ------------------------- | ------------------------------ | ------------------------------ | ------------------------------ | ------------------------------ | ------------------------------ | ------------------------------ | ------------------------------ | ------------------------------ |
| 1.  | Legia Warszawa            | 3                              | 9                              | 3                              | 0                              | 0                              | 7                              | 3                              | +4                             |
| 2.  | Kuloodporni Bielsko-Biała | 3                              | 6                              | 2                              | 0                              | 1                              | 10                             | 5                              | +5                             |
| 3.  | Husaria Kraków            | 3                              | 3                              | 1                              | 0                              | 2                              | 12                             | 8                              | +4                             |
| 4.  | Miedziowi Polkowice       | 3                              | 0                              | 0                              | 0                              | 3                              | 2                              | 15                             | -13                            |
|     | GKS Góra                  | zespół wycofał się z rozgrywek | zespół wycofał się z rozgrywek | zespół wycofał się z rozgrywek | zespół wycofał się z rozgrywek | zespół wycofał się z rozgrywek | zespół wycofał się z rozgrywek | zespół wycofał się z rozgrywek | zespół wycofał się z rozgrywek |

    = zwycięzca turnieju 
Mecze
| 24 sierpnia 2019 10:30 | Miedziowi Polkowice · D. Nowak (R. Kowalski) 38' | 1:8(0:6) | Husaria Kraków · 7' K. Mularski (K. Kapłon) · 10' K. Grygiel (K. Kapłon) · 11' K. Grygiel (K. Kapłon) · 17' M. Łubiarz (K. Kapłon) · 19' K. Kapłon (K. Grygiel) · 25+1' K. Grygiel (M. Łubiarz) · 36' K. Grygiel (K. Kapłon) · 49' K. Grygiel (K. Kapłon) | Stadion Miejski, ul. Kopalniana 4, Polowice |
|                        |                                                  |          | |                                             |

| 24 sierpnia 2019 11:45 | Kuloodporni Bielsko-Biała · B. Łastowski (R. Bieńkowski) 41' · S. Ziółkowski 42' | 1:2(0:1) | Legia Warszawa · 5' J. Kożuch (A. Stanecki) · 30' J. Kożuch | Stadion Miejski, ul. Kopalniana 4, Polowice |
|                        |                                                                                  |          |                                                             |                                             |

| 24 sierpnia 2019 14:30 | Miedziowi Polkowice | 0:5 | Kuloodporni Bielsko-Biała · 8' (sam.) D. Nowak · 16' B. Łastowski (R. Bieńkowski) · 18' T. Miś (R. Bieńkowski) · 30' P. Skorka (B. Łastowski) · 41' B. Łastowski (A. Kłyszcz) | Stadion Miejski, ul. Kopalniana 4, Polowice |
|                        |                     |     | |                                             |

| 24 sierpnia 2019 15:45 | Husaria Kraków · M. Ślusarczyk (K. Grygiel) 48' | 1:3(0:0) | Legia Warszawa · 32' (k.) M. Kabała · 37' J. Kożuch (M. Kabała) · 42' J. Kożuch (M. Kabała) | Stadion Miejski, ul. Kopalniana 4, Polowice |
|                        |                                                 |          |                                                                                             |                                             |

| 25 sierpnia 2019 10:00 | Husaria Kraków · M. Guszkiewicz (K. Grygiel) 9' · K. Grygiel (K. Kapłon) 20' · M. Adamczyk (K. Grygiel) 33' · M. Adamczyk 50+3' | 3:4(2:4) | Kuloodporni Bielsko-Biała · 17' B. Łastowski (T. Miś) · 21' B. Łastowski · 25' S. Ziółkowski (B. Łastowski) · 25+3' T. Miś (B. Łastowski) · 32', 50+1' S. Ziółkowski | Stadion Miejski, ul. Kopalniana 4, Polowice |
|                        | |          | |                                             |

| 25 sierpnia 2019 11:15 | Miedziowi Polkowice · D. Nowak (R. Kowalski) 37' · M. Warakowski 27' | 1:2(0:1) | Legia Warszawa · 25' J. Kożuch (M. Kabała) · 28' J. Kożuch | Stadion Miejski, ul. Kopalniana 4, Polowice |
|                        |                                                                      |          |                                                            |                                             |

Nagrody indywidualne
| Król strzelców                | Najlepszy zawodnik                | Najlepszy bramkarz               |
| ----------------------------- | --------------------------------- | -------------------------------- |
| Jakub Kożuch (Legia Warszawa) | Dawid Nowak (Miedziowi Polkowice) | Jakub Popławski (Legia Warszawa) |

### Warszawa (21-22.09)
Tabela
| Lp. | Zespół                    | M                              | Pkt                            | Z                              | R                              | P                              | G+                             | G-                             | +/-                            |
| --- | ------------------------- | ------------------------------ | ------------------------------ | ------------------------------ | ------------------------------ | ------------------------------ | ------------------------------ | ------------------------------ | ------------------------------ |
| 1.  | Husaria Kraków            | 3                              | 9                              | 3                              | 0                              | 0                              | 12                             | 1                              | +11                            |
| 2.  | Kuloodporni Bielsko-Biała | 3                              | 6                              | 2                              | 0                              | 1                              | 12                             | 3                              | +9                             |
| 3.  | Legia Warszawa            | 3                              | 3                              | 1                              | 0                              | 2                              | 5                              | 6                              | -1                             |
| 4.  | Miedziowi Polkowice       | 3                              | 0                              | 0                              | 0                              | 3                              | 1                              | 20                             | -19                            |
|     | GKS Góra                  | zespół wycofał się z rozgrywek | zespół wycofał się z rozgrywek | zespół wycofał się z rozgrywek | zespół wycofał się z rozgrywek | zespół wycofał się z rozgrywek | zespół wycofał się z rozgrywek | zespół wycofał się z rozgrywek | zespół wycofał się z rozgrywek |

    = zwycięzca turnieju 
Mecze
| 21 września 2019 | Legia Warszawa · B. Abayomi 44' | 0:3(0:0) | Kuloodporni Bielsko-Biała · 36' K. Wrona (D. Dobkowski) · 42' B. Łastowski (R. Bieńkowski) · 48' D. Dobkowski (B. Łastowski) · 31' R. Bieńkowski | DOSiR, ul. Kawęczyńska 44, Warszawa |
|                  |                                 |          | |                                     |

| 21 września 2019 | Miedziowi Polkowice | 0:7(0:4) | Husaria Kraków · 11' K. Kapłon (M. Guszkiewicz) · 12' M. Guszkiewicz (M. Łubiarz) · 14' P. Świercz · 15' M. Guszkiewicz (K. Kapłon) · 30' M. Krzempek (M. Łubiarz) · 39' K. Kapłon (M. Adamczyk) · 49' M. Adamczyk (P. Świercz) | DOSiR, ul. Kawęczyńska 44, Warszawa |
|                  |                     |          | |                                     |

| 21 września 2019 | Legia Warszawa · M. Kabała (J. Kożuch) 5' · J. Kożuch (A. Stanecki) 8' · K. Krzyjszczyk (A. Stanecki) 9' · M. Sadłowski (M. Kabała) 16' · J. Kożuch 36' | 5:0(4:0) | Miedziowi Polkowice · 33' W. Wasilewski | DOSiR, ul. Kawęczyńska 44, Warszawa |
|                  | |          |                                         |                                     |

| 21 września 2019 | Kuloodporni Bielsko-Biała · D. Dobkowski (K. Wrona) 18' · K. Wrona 13' | 1:2(1:1) | Husaria Kraków · 25' K. Grygiel (K. Kapłon) · 45' K. Kapłon (M. Łubiarz) | DOSiR, ul. Kawęczyńska 44, Warszawa |
|                  |                                                                        |          |                                                                          |                                     |

| 22 września 2019 | Kuloodporni Bielsko-Biała · D. Dobkowski 2' · B. Łastowski (Ł. Szczyrba) 4' · D. Dobkowski (B. Łastowski) 25' · B. Łastowski (K. Wrona) 32' · D. Dobkowski (K. Wrona) 33' · B. Łastowski (D. Dobkowski) 34' · J. Konieczny 44' · Ł. Szczyrba (K. Wrona) 50' | 8:1(3:1) | Miedziowi Polkowice · 10' L. Szwed (K. Janelt) | DOSiR, ul. Kawęczyńska 44, Warszawa |
|                  | |          |                                                |                                     |

| 22 września 2019 | Legia Warszawa · M. Kabała 31' · B. Abayomi 47' | 0:3(0:0) | Husaria Kraków · 33' M. Łubiarz (K. Grygiel) · 48' K. Grygiel (K. Kapłon) · 50+3' M. Adamczyk (K. Kapłon) | DOSiR, ul. Kawęczyńska 44, Warszawa |
|                  |                                                 |          | |                                     |

Nagrody indywidualne
| Król strzelców                              | Najlepszy zawodnik                  | Najlepszy bramkarz            |
| ------------------------------------------- | ----------------------------------- | ----------------------------- |
| Dawid Dobkowski (Kuloodporni Bielsko-Biała) | Przemysław Świercz (Husaria Kraków) | Igor Woźniak (Husaria Kraków) |

### Bielsko-Biała (12-13.10)
Tabela
| Lp. | Zespół                    | M                              | Pkt                            | Z                              | R                              | P                              | G+                             | G-                             | +/-                            |
| --- | ------------------------- | ------------------------------ | ------------------------------ | ------------------------------ | ------------------------------ | ------------------------------ | ------------------------------ | ------------------------------ | ------------------------------ |
| 1.  | Husaria Kraków            | 3                              | 9                              | 3                              | 0                              | 0                              | 15                             | 2                              | +13                            |
| 2.  | Kuloodporni Bielsko-Biała | 3                              | 6                              | 2                              | 0                              | 1                              | 8                              | 2                              | +6                             |
| 3.  | Legia Warszawa            | 3                              | 3                              | 1                              | 0                              | 2                              | 9                              | 7                              | +2                             |
| 4.  | Miedziowi Polkowice       | 3                              | 0                              | 0                              | 0                              | 3                              | 0                              | 21                             | -21                            |
|     | GKS Góra                  | zespół wycofał się z rozgrywek | zespół wycofał się z rozgrywek | zespół wycofał się z rozgrywek | zespół wycofał się z rozgrywek | zespół wycofał się z rozgrywek | zespół wycofał się z rozgrywek | zespół wycofał się z rozgrywek | zespół wycofał się z rozgrywek |

    = zwycięzca turnieju 
Mecze
| 12 października 2019 | Kuloodporni Bielsko-Biała · B. Łastowski (S. Ziółkowski) 24' · D. Dobkowski (S. Ziółkowski) 35' · D. Dobkowski 30' · S. Ziółkowski 50' | 2:0(1:0) | Legia Warszawa · 30' J. Popławski · 32' M. Kabała · 42' M. Szczepaniak | Stadion „Na Górce”, ul. Młyńska, Bielsko-Biała |
|                      | |          |                                                                        |                                                |

| 12 października 2019 | Miedziowi Polkowice · S. Ganszczyk 33' | 0:8(0:4) | Husaria Kraków · 4' K. Kapłon (M. Guszkiewicz) · 6' P. Świercz (M. Guszkiewicz) · 8' M. Adamczyk · 12' K. Kapłon · 30' P. Świercz (M. Łubiarz) · 35' K. Mularski (M. Adamczyk) · 36' K. Kapłon · 48' K. Kapłon (P. Świercz) | Stadion „Na Górce”, ul. Młyńska, Bielsko-Biała |
|                      |                                        |          | |                                                |

| 12 października 2019 | Kuloodporni Bielsko-Biała · B. Łastowski (D. Dobkowski) 2' · K. Wrona (D. Dobkowski) 19' · B. Łastowski (R. Bieńkowski) 20' · B. Łastowski (R. Bieńkowski) 28' · B. Łastowski (A. Klyszcz) 37' | 5:0(3:0) | Miedziowi Polkowice · 35', 47' S. Ganszczyk | Stadion „Na Górce”, ul. Młyńska, Bielsko-Biała |
|                      | |          |                                             |                                                |

| 12 października 2019 | Husaria Kraków · K. Grygiel 5' · M. Guszkiewicz 22' · K. Grygiel (M. Guszkiewicz) 23' · M. Łubiarz 39' · K. Kapłon (M. Adamczyk) 50+4' · K. Kapłon 4' | 5:1(3:0) | Legia Warszawa · 31' J. Kożuch · 44' M. Kabała | Stadion „Na Górce”, ul. Młyńska, Bielsko-Biała |
|                      | |          |                                                |                                                |

| 13 października 2019 | Legia Warszawa · J. Kożuch 8' · M. Kabała 11' · M. Sadłowski 12' · J. Kożuch (K. Krzyjszczyk) 13' · M. Sadłowski (J. Kożuch) 28' · M. Sadłowski (A. Stanecki) 29' · J. Kożuch (M. Sadłowski) 46' · M Moroz 50+1' (k.) | 8:0(4:0) | Miedziowi Polkowice · 32' K. Hała | Stadion „Na Górce”, ul. Młyńska, Bielsko-Biała |
|                      | |          |                                   |                                                |

| 13 października 2019 | Kuloodporni Bielsko-Biała · P. Świercz 19' (sam.) · S. Ziółkowski 32' · R. Bieńkowski 38' | 1:2(1:0) | Husaria Kraków · 32' K. Kapłon (P. Świercz) · 50+1' K. Grygiel (P. Świercz) · 24' M. Adamczyk | Stadion „Na Górce”, ul. Młyńska, Bielsko-Biała |
|                      |                                                                                           |          |                                                                                               |                                                |

Nagrody indywidualne
| Król strzelców                   | Najlepszy zawodnik               | Najlepszy bramkarz                   |
| -------------------------------- | -------------------------------- | ------------------------------------ |
| Krystian Kapłon (Husaria Kraków) | Krystian Kapłon (Husaria Kraków) | Marek Zadębski (Miedziowi Polkowice) |

## Tabela końcowa mistrzostw
| Lp. | Zespół                    | M                                                 | Pkt                                               | Z                                                 | R                                                 | P                                                 | G+                                                | G-                                                | +/-                                               | awans                                             |
| --- | ------------------------- | ------------------------------------------------- | ------------------------------------------------- | ------------------------------------------------- | ------------------------------------------------- | ------------------------------------------------- | ------------------------------------------------- | ------------------------------------------------- | ------------------------------------------------- | ------------------------------------------------- |
| 1.  | Kuloodporni Bielsko-Biała | 15                                                | 33                                                | 11                                                | 0                                                 | 4                                                 | 52                                                | 13                                                | +39                                               | Liga Mistrzów EAFF 2020                           |
| 2.  | Husaria Kraków            | 15                                                | 32                                                | 10                                                | 2                                                 | 3                                                 | 54                                                | 14                                                | +40                                               |                                                   |
| 3.  | Legia Warszawa            | 15                                                | 23                                                | 7                                                 | 2                                                 | 6                                                 | 32                                                | 22                                                | +10                                               |                                                   |
| 4.  | Miedziowi Polkowice       | 15                                                | 0                                                 | 0                                                 | 0                                                 | 15                                                | 3                                                 | 92                                                | -89                                               |                                                   |
|     | GKS Góra                  | wyniki anulowane (zespół wycofał się z rozgrywek) | wyniki anulowane (zespół wycofał się z rozgrywek) | wyniki anulowane (zespół wycofał się z rozgrywek) | wyniki anulowane (zespół wycofał się z rozgrywek) | wyniki anulowane (zespół wycofał się z rozgrywek) | wyniki anulowane (zespół wycofał się z rozgrywek) | wyniki anulowane (zespół wycofał się z rozgrywek) | wyniki anulowane (zespół wycofał się z rozgrywek) | wyniki anulowane (zespół wycofał się z rozgrywek) |

## Nagrody indywidualne sezonu
| Nagroda                   | Imię i nazwisko        | Klub                      |
| ------------------------- | ---------------------- | ------------------------- |
| Król strzelców sezonu     | Bartosz Łastowski      | Kuloodporni Bielsko-Biała |
| Najlepszy zawodnik sezonu | Bartosz Łastowski      | Kuloodporni Bielsko-Biała |
| Najlepszy bramkarz sezonu | Igor Woźniak           | Husaria Kraków            |
| Młody zawodnik sezonu     | Krystian Kapłon        | Husaria Kraków            |
| Odkrycie sezonu           | Przemysław Fajtanowski | Miedziowi Polkowice       |
| Trener sezonu             | Grzegorz Karmelita     | Miedziowi Polkowice       |
| Działacz sezonu           | Ewa Karmelita          | Miedziowi Polkowice       |
| Nagroda Fair Play         | Miedziowi Polkowice    | Miedziowi Polkowice       |
| Nagroda specjalna sezonu  | Bartłomiej Budny       | Bartłomiej Budny          |

## Statystyki indywidualne sezonu

### Strzelcy
| Gol | Imię i nazwisko   | Klub                      |
| --- | ----------------- | ------------------------- |
| 24  | Bartosz Łastowski | Kuloodporni Bielsko-Biała |
| 19  | Jakub Kożuch      | Legia Warszawa            |
| 15  | Krystian Kapłon   | Husaria Kraków            |
| 14  | Kamil Grygiel     | Husaria Kraków            |
| 8   | Dawid Dobkowski   | Kuloodporni Bielsko-Biała |
| 6   | Mariusz Adamczyk  | Husaria Kraków            |
| 6   | Tomasz Miś        | Kuloodporni Bielsko-Biała |

| Gol | Imię i nazwisko    | Klub                      |
| --- | ------------------ | ------------------------- |
| 5   | Marcin Guszkiewicz | Husaria Kraków            |
| 5   | Mateusz Kabała     | Legia Warszawa            |
| 5   | Krzysztof Wrona    | Kuloodporni Bielsko-Biała |
| 4   | Mateusz Łubiarz    | Husaria Kraków            |
| 4   | Mateusz Sadłowski  | Legia Warszawa            |
| 4   | Przemysław Świercz | Husaria Kraków            |

| Gol | Imię i nazwisko | Klub                      |
| --- | --------------- | ------------------------- |
| 3   | Paweł Skorka    | Kuloodporni Bielsko-Biała |
| 2   | Kamil Mularski  | Husaria Kraków            |
| 2   | Dawid Nowak     | Miedziowi Polkowice       |
| 2   | Kamil Rosiek    | Husaria Kraków            |
| 2   | Łukasz Szczyrba | Kuloodporni Bielsko-Biała |
| 1   | 9 zawodników    | 9 zawodników              |

### Asystenci
|    | Imię i nazwisko   | Klub                      |
| -- | ----------------- | ------------------------- |
| 13 | Krystian Kapłon   | Husaria Kraków            |
| 8  | Bartosz Łastowski | Kuloodporni Bielsko-Biała |
| 7  | Mateusz Kabała    | Legia Warszawa            |
| 7  | Krzysztof Wrona   | Kuloodporni Bielsko-Biała |
| 6  | Rafał Bieńkowski  | Kuloodporni Bielsko-Biała |
| 6  | Kamil Grygiel     | Husaria Kraków            |
| 6  | Mateusz Łubiarz   | Husaria Kraków            |

|   | Imię i nazwisko    | Klub                      |
| - | ------------------ | ------------------------- |
| 5 | Mariusz Adamczyk   | Husaria Kraków            |
| 5 | Dawid Dobkowski    | Kuloodporni Bielsko-Biała |
| 5 | Marcin Guszkiewicz | Husaria Kraków            |
| 5 | Przemysław Świercz | Husaria Kraków            |
| 4 | Adrian Stanecki    | Legia Warszawa            |
| 3 | Jakub Kożuch       | Legia Warszawa            |
| 3 | Kamil Krzyjszczyk  | Legia Warszawa            |

|   | Imię i nazwisko      | Klub                      |
| - | -------------------- | ------------------------- |
| 3 | Tomasz Miś           | Kuloodporni Bielsko-Biała |
| 2 | Adam Klyszcz         | Kuloodporni Bielsko-Biała |
| 2 | Robert Kowalski      | Miedziowi Polkowice       |
| 2 | Mateusz Ślusarczyk   | Husaria Kraków            |
| 2 | Sebastian Ziółkowski | Kuloodporni Bielsko-Biała |
| 1 | 5 zawodników         | 5 zawodników              |

### Klasyfikacja kanadyjska
| Punkty | Gol |    | Imię i nazwisko   | Klub                      |
| ------ | --- | -- | ----------------- | ------------------------- |
| 32     | 24  | 8  | Bartosz Łastowski | Kuloodporni Bielsko-Biała |
| 28     | 15  | 13 | Krystian Kapłon   | Husaria Kraków            |
| 22     | 19  | 3  | Jakub Kożuch      | Legia Warszawa            |
| 20     | 14  | 6  | Kamil Grygiel     | Husaria Kraków            |

| Punkty | Gol |   | Imię i nazwisko  | Klub                      |
| ------ | --- | - | ---------------- | ------------------------- |
| 13     | 8   | 5 | Dawid Dobkowski  | Kuloodporni Bielsko-Biała |
| 12     | 5   | 7 | Mateusz Kabała   | Legia Warszawa            |
| 12     | 5   | 7 | Krzysztof Wrona  | Kuloodporni Bielsko-Biała |
| 11     | 6   | 5 | Mariusz Adamczyk | Husaria Kraków            |

| Punkty | Gol |   | Imię i nazwisko    | Klub                      |
| ------ | --- | - | ------------------ | ------------------------- |
| 10     | 5   | 5 | Marcin Guszkiewicz | Husaria Kraków            |
| 10     | 4   | 6 | Mateusz Łubiarz    | Husaria Kraków            |
| 9      | 6   | 3 | Tomasz Miś         | Kuloodporni Bielsko-Biała |
| 9      | 4   | 5 | Przemysław Świercz | Husaria Kraków            |

### Kartki
| Lp. | Czerwona kartka | Żółta kartka | Imię i nazwisko      | Klub                      |
| --- | --------------- | ------------ | -------------------- | ------------------------- |
| 1.  | 1               | 5            | Sebastian Ziółkowski | Kuloodporni Bielsko-Biała |
| 2.  | 1               | 3            | Szymon Ganszczyk     | Miedziowi Polkowice       |
| 2.  | 1               | 3            | Mateusz Ślusarczyk   | Husaria Kraków            |
| 4.  | 0               | 4            | Bamgbopa Abayomi     | Legia Warszawa            |
| 5.  | 0               | 3            | Mateusz Kabała       | Legia Warszawa            |
| 6.  | 0               | 2            | 4 zawodników         | 4 zawodników              |
| 7.  | 0               | 2            | 9 zawodników         | 9 zawodników              |